# Lijst van burgemeesters van Roosendaal
Dit is een lijst van burgemeesters van de Nederlandse gemeente Roosendaal in provincie Noord-Brabant.
Tot en met 31 december 1996 heette deze gemeente Roosendaal en Nispen. Per 1 januari 1997 is de gemeente met Wouw gefuseerd tot de nieuwe gemeente Roosendaal.
| Ambtsperiode | Naam burgemeester                   | Leven     | Partij of stroming | Bijzonderheden                                                                           |
| ------------ | ----------------------------------- | --------- | ------------------ | ---------------------------------------------------------------------------------------- |
| 1813 - 1814  | Adrianus Christianus van Gilse      | 1747-1814 |                    | Overleden 10-12-1814, begraven te Baarle Hertogh (geboorteplaats); oom van zijn opvolger |
| 1814 - 1838  | Johannes Petrus van Gilse           | 1781-1848 |                    | geboren Baarle Hertog 21-06-1781, overl.Roosendaal 16-06-1848; neef van zijn voorganger  |
| 1838 -1840   | Johan Simon Eerens                  | 1773-1840 |                    | Op 27-03-1840 overleden                                                                  |
| 1840 - 1851  | mr. Thomas Josephus van Reijsingen  | 1796-1876 |                    | geb. Gastel 11-12-1796, overl. 01-11-1876                                                |
| 1851 - 1893  | Louis Joseph Schoonheyt             | 1809-1892 |                    | geb. Mechelen, overl. Roosendaal 02-11-1892                                              |
| 1893 - 1932  | A.L.G.H.M. Coenen                   | 1862-1933 |                    | geb. Weert 19-02-1862, overl.10-12-1933                                                  |
| 1932 - 1942  | mr. dr. Claudius (C.A.) Prinsen     | 1896-1952 |                    |                                                                                          |
| 1942 - 1944  | Jacques (J.H.T.) Daems              | 1903-???? | NSB                |                                                                                          |
| 1944 - 1947  | mr. dr. Claudius (C.A.) Prinsen     | 1896-1952 |                    |                                                                                          |
| 1948 - 1959  | mr. A.M.F. Freijters                | 1894-1969 |                    | geboren Roosendaal 10-09-1894, overl.Roosendaal 25-07-1969                               |
| 1960 - 1976  | Jan (J.P.) Godwaldt                 | 1910-1977 | KVP                | Hiervoor burgemeester van Etten-Leur.                                                    |
| 1976 - 1990  | dr. mr. Lauw (L.G.C.A.M.) Schneider | 1926-2017 | KVP / CDA          |                                                                                          |
| 1990 - 2010  | mr. Michel (M.J.H.M.) Marijnen      | *1945     | CDA                |                                                                                          |
| 2010 - 2011  | Helmi (W.H.) Huijbregts-Schiedon    | *1948     | VVD                | Waarnemend                                                                               |
| 2011 - 2019  | mr. Jacques (J.M.L.) Niederer       | *1960     | VVD                |                                                                                          |
| 2019 - 2024  | drs. Han (J.M.) van Midden          | *1977     | VVD                |                                                                                          |
| 2024 - heden | Mark (M.) Buijs                     | *1968     | VVD                |                                                                                          |